# Murina hilgendorfi
Murina hilgendorfi (Peters, 1880) è un pipistrello della famiglia dei Vespertilionidi diffuso in Asia orientale.

## Descrizione

### Dimensioni
Pipistrello di piccole dimensioni, con la lunghezza della testa e del corpo tra 46,5 e 69,5 mm, la lunghezza dell'avambraccio tra 40 e 45 mm, la lunghezza della coda tra 32 e 45 mm, la lunghezza del piede tra 10,5 e 15 mm, la lunghezza delle orecchie tra 13,8 e 20,3 mm e un peso fino a 13 g.

### Aspetto
La pelliccia è lunga, soffice, lanosa, lucida, con i singoli peli quadricolori e si estende sulle ali fino all'altezza dei gomiti e delle ginocchia. Le parti dorsali sono bruno-grigiastre chiare con la base dei peli più scura e la punta giallo-brunastre, mentre le parti ventrali sono argentate con la base dei peli marrone scura. Il muso è stretto, allungato, con le narici protuberanti e tubulari. Gli occhi sono molto piccoli. Le orecchie sono arrotondate, con un incavo pronunciato sul bordo posteriore e con la superficie esterna ricoperta di soffici peli. Il trago è lungo, affusolato, piegato in avanti e con un piccolo lobo alla base del bordo posteriore. Le membrane alari sono bruno-grigiastre e attaccate posteriormente alla base dell'alluce. I piedi sono piccoli e ricoperti di peli. La punta della lunga coda si estende leggermente oltre l'ampio uropatagio, il quale è densamente ricoperto di peli. Il calcar è lungo.

## Biologia

### Comportamento
Si rifugia in colonie di diverse centinaia di individui sotto le cortecce degli alberi, tra tronchi accatastati ed anche in grotte durante l'ibernazione nei periodi più freddi. Le femmine tendono a restare solitarie e non formare vivai. Il volo è potente e manovrato. Durante la caccia può muoversi sul terreno con tutti e quattro gli arti.

### Alimentazione
Si nutre di insetti raccolti prevalentemente al suolo.

### Riproduzione
Le nascite avvengono all'inizio dell'estate. Le femmine danno alla luce 1-2 piccoli alla volta. L'aspettativa di vita raggiunge i 16 anni.

## Distribuzione e habitat
Questa specie è diffusa in Russia dai Monti Altai e il bacino del fiume Enisej fino alla regione degli Ussuri, isola di Sachalin centrale, province cinesi della Mongolia interna e Heilongjiang, Mongolia settentrionale, Penisola coreana centrale, isole giapponesi di Honshū, Kyūshū e Shikoku. È stato recentemente osservato sull'isola di Kunashir, nelle Isole Curili.
Vive in foreste miste di conifere e a foglia larga collinari e montane fino a 4.000 metri di altitudine.

## Conservazione
La IUCN Red List, considerato il vasto areale, sebbene sia una specie rara, classifica M.hilgendorfi come specie a rischio minimo (Least Concern)).